# Karl Holz (Politiker)

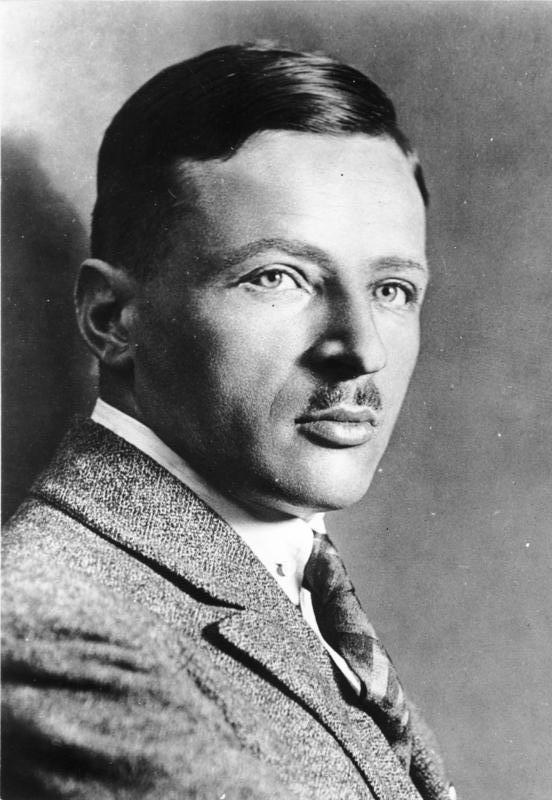
Karl Holz, Aufnahme unbekannten Datums aus dem Hauptarchiv der NSDAP im Bestand des Bundesarchivs

Karl Holz (* 27. Dezember 1895 in Nürnberg; † 20. April 1945 ebenda) war ein deutscher nationalsozialistischer Politiker, NSDAP-Gauleiter von Franken und SA-Gruppenführer.

## Leben

### 1895 bis 1920
Holz, Sohn eines Lichtdruckers, absolvierte 1910 die Volksschule. Nach einer Ausbildung zum Kaufmann arbeitete er ab 1913 als Angestellter. Zwischen 1915 und 1918 leistete er Kriegsdienst bei mehreren Infanterieregimentern der preußischen Armee und wurde zweimal verwundet. Nach dem Krieg war er städtischer Kanzleisekretär in Nürnberg.

### 1920 bis 1939
1920 trat er in die Deutschsozialistische Partei ein. Diese wurde von ihrem Vorsitzenden Julius Streicher 1922 nach seinem Übertritt in die NSDAP mit dieser verschmolzen. Holz trat der neu gegründeten NSDAP nach dem Verbot zum 26. Mai 1925 erneut bei (Mitgliedsnummer 77). Während der Zeit des Parteiverbots betätigte er sich im Völkischen Bund Reichsadler in Nürnberg. Holz trat 1922 in die SA ein und führte bis November 1923 eine SA-Kompanie in Nürnberg. Bei der SA verblieb er bis 1933 im Rang eines Sturmführers. Holz und Streicher galten als befreundet.
1924 wurde Holz in den Nürnberger Stadtrat gewählt, dem er bis 1932 angehörte und in dem er von 1929 bis 1930 Fraktionsführer seiner Partei war. Im Februar 1925 schied er aus dem Staatsdienst aus und führte danach bis 1933 in Nürnberg die Großdeutsche Buchhandlung. In diesem Zeitraum wurde er durch bayrische Gerichte wegen der Verleumdung politischer Gegner mehrmals zu Geld- und kurzzeitigen Haftstrafen verurteilt. Von 1925 bis 1926 führte er die Geschäftsstelle der NSDAP-Gauleitung Nordbayern und war 1926 vertretungsweise – während Streicher in Haft war – örtlicher Ortsgruppenleiter. Von 1927 bis 1943 hielt er Propagandavorträge für NSDAP-Ortsgruppen im mittelfränkischen Raum. 1929 war er örtlicher Bezirksleiter und leitete ab diesem Jahr den Bereich Gaupropaganda bei der mittelfränkischen NSDAP-Gauleitung. Von 1927 und 1933 fungierte er als verantwortlicher Schriftleiter und danach bis 1938 als Hauptschriftleiter des Stürmers, Streichers antisemitisch-pornografischer Wochenzeitung.
Von 1928 bis 1933 gehörte Holz dem Mittelfränkischen Kreistag an. Im April 1932 wurde Holz in den Bayerischen Landtag gewählt. 1933 erhielt er die Funktion eines Ministerialrates; ab November 1933 war er Mitglied des im nationalsozialistischen Deutschen Reich bedeutungslosen Reichstages. Ab 1935 war er Ratsherr in Nürnberg.
In der politischen Auseinandersetzung so wenig zimperlich wie sein Vorgänger Streicher, rühmte sich Gauleiter Holz seiner zahlreichen politischen Strafen (nach eigenen Angaben 20, darunter fünf Gefängnisstrafen). Unter seinem aggressiven Vorgehen, das Holz als Parteigänger und Zögling Streichers von diesem zum Teil übernahm, hatten auch die innerparteilichen Gegner zu leiden. Das schon vor der Machtübernahme angestrebte Gauleiteramt der Bayerischen Ostmark konnte ihm trotz Unterstützung Streichers der Bayreuther Kreisleiter Hans Schemm mit Erfolg streitig machen.
Von 1933 bis Juli 1934 war er NSDAP-Kreisleiter von Nürnberg-Stadt. Seit dem 1. Januar 1934 operierte Karl Holz als Streichers Stellvertreter in dessen Eigenschaft als Gauleiter von Franken. Zudem leitete er ab Anfang April 1934 stellvertretend das „Zentralkomitee zur Abwehr der jüdischen Greuel- und Boykotthetze“. Im November 1937 erfolgte seine Beförderung zum SA-Brigadeführer.

### 1939 bis 1945
Nach Beginn des Zweiten Weltkrieges wurde Holz im November 1939 zur Wehrmacht eingezogen und nahm bis April 1941, zuletzt im Rang eines Unteroffiziers, mit dem Panzer-Regiment 25 an Kriegshandlungen teil. 1940 wurde Holz im Zusammenhang mit der Untersuchung der Streicherschen Unregelmäßigkeiten bei der „Arisierung“ jüdischen Vermögens vorübergehend aller Ämter enthoben; Streicher hatte „arisiertes“ Vermögen nicht dem Reich zugeführt, sondern für eigene Zwecke verwendet und war dabei von Holz unterstützt worden.
Seit November 1942 zum Reichsverteidigungskommissar von Franken ernannt, war Holz am 4. April 1942 mit der Führung des Gaues beauftragt worden. Im September 1942 wurde er zum NSDAP-Befehlsleiter und am 9. November 1942 wurde Holz zum SA-Gruppenführer befördert. 
Im November 1944 ernannte ihn Hitler kurz vor Kriegsende zum Gauleiter von Franken. Zudem bekleidete Holz  noch die Funktionen eines Beauftragten für den Gau Franken der Generalbevollmächtigten für den „Arbeitseinsatz“ und den „totalen Kriegseinsatz“. Holz leitete bei Kriegsende auch den Volkssturm in Franken.
Nach der fast vollständigen Einnahme Nürnbergs durch US-Truppen der 3. US-Infanteriedivision unter John W. O’Daniel am 18. April 1945 verschanzte sich Holz mit einer kleinen Gruppe im Palmenhofbunker beim Nürnberger Polizeipräsidium. Darunter war auch der Oberbürgermeister der Stadt Nürnberg, Willy Liebel. Am 19. April 1945 wurde Holz von Hitler noch mit dem „Deutschen Orden der NSDAP mit Lorbeerkranz und Schwertern“ ausgezeichnet. Der Orden sollte laut Hitler „die höchsten Verdienste ehren […], die ein Deutscher sich für sein Volk erwerben kann.“ Diesen Orden erhielten neben Holz zu Lebzeiten nur drei weitere Personen, Konstantin Hierl, Karl Hanke und Artur Axmann. Holz starb während der Einnahme Nürnbergs im Polizeipräsidium.